# Lombardiet Rundt 2013
Lombardiet Rundt 2013 er den 107. udgave siden 1905 af det italienske cykelløb Lombardiet Rundt. Løbet blev afholdt 6. oktober 2013 i regionen Lombardiet. Det var løb nummer 27 ud af 29 i UCI World Tour 2013, og det sidste i Europa. Vinderen blev Joaquim Rodríguez fra det russiske hold Team Katusha, der kom ind 17 sekunder inden Alejandro Valverde, der havde vundet året inden.

## Deltagende hold
Fordi Lombardiet Rundt er en del af UCI World Tour, er alle 18 UCI ProTour-hold automatisk inviteret og forpligtet til at sende et hold. Derudover har løbsarrangøren RCS Sport inviteret syv kontinental-hold. 
| UCI ProTour-hold: - Ag2r-La Mondiale (ALM) - Argos-Shimano (ARG) - Astana Pro Team (AST) - Belkin Pro Cycling (BEL) - BMC Racing Team (BMC) - Cannondale (CAN) - Euskaltel-Euskadi (EUS) - FDJ (FDJ) - Garmin-Sharp (GRM) | 0 - Lampre-Merida (LAM) - Lotto-Belisol (LTB) - Movistar Team (MOV) - Omega Pharma-Quick Step (OPQ) - Orica-GreenEDGE (OGE) - RadioShack-Leopard (RLT) - Team Saxo-Tinkoff (SAX) - Team Sky (SKY) - Vacansoleil-DCM (VCD) - Team Katusha (KAT) | Wildcards: - Colombia (COL) - Team NetApp-Endura (TNE) - Europcar (EUC) - Androni Giocattoli-Venezuela (AND) - Vini Fantini-Selle Italia (FAR) - Team Katusha (KAT) - IAM Cycling (IAM) |

## UCI World Tour
Lombardiet Rundt er i kategori 3 på UCI World Tour 2013 og giver følgende point til det samlede årsresultat:
| Placering         |     |    |    | 4  | 5  | 6  | 7  | 8  | 9  | 10 |
| Samlet klassement | 100 | 80 | 70 | 60 | 50 | 40 | 30 | 20 | 10 | 4  |